# Henri Lazarof
Henri Lazarof (født 12. april 1932 i Sofia, Bulgarien - død 29. december 2013 i Los Angeles, USA) var en jødisk bulgarsk emigreret amerikansk komponist, lærer og professor.
Lazarof studerede privat i sine unge år i Sofia, men tog så til Jerusalem for at studerer komposition hos Paul Ben-Haim, og senere til Rom for at studerer på Accademia di Sanata Cecilia hos Goffredo Petrassi. Emigrerede så til USA hvor han studerede på Brandeis University hos Harold Shapero og Arthur Berger. Han har skrevet 8 symfonier, orkesterværker, kammermusik, 9 strygerkvartetter, balletmusik etc. Lazarof komponerede moderne tonekunst. Han underviste på forskellige musikkonservatorier gennem tiden i USA, hvor han var bosat til sin død.

## Udvalgte værker
- Symfoni nr. 1 (1978) - for orkester
- Symfoni nr. 2 (1992) - for orkester
- Symfoni nr. 3 "Koral" (1994) - for alt, basbaryton, blandet kor og orkester
- Symfoni nr. 4 "I fejring" (1996) - for blandet kor og orkester
- Symfoni nr. 5 (1998) - for baryton, blandet kor og orkester
- Symfoni nr. 6 "Sorgens vinde" (2000) - for orkester
- Symfoni nr. 7 (2000) - for orkester
- Kammersymfoni (1977) - for kammerorkester
- Sinfonietta (1982) - for orkester

- "Malerier" (?) - for klaver og orkester